# عليا وعصام
عليا وعصام هو فيلم عراقي، أنتج عام 1948 .

## قصة الفيلم
تنمو قصة حب بين عليا وعصام، إذ تعجب علية بعصام وتكتم حبها في نفسها ويبادلها عصام نفس الإحساس، حيث ينقل أفراد القبيلة لكل منهما محاسن كل واحد وشخصيته فيتعمق الحب بداخلهما، لكن يقف الثأر بيت القبيلتين كعائق في طريق حبهما، فيحاولان التغلب عليه .

## طاقم العمل
- اعتدال يوسف
- أحلام إبراهيم
- عبد الله العزاوي
- جعفر السعدي
- سليمة مراد
- بدري حسون فريد
- يحيى فائق
- ابراهيم جلال
- عزيمة توفيق
- فوزي محسن الأمين